# Out There (Betty Carter)
Out There è un album in studio della cantante jazz statunitense Betty Carter, pubblicato nel 1958.

## Tracce
1. You're Driving Me Crazy (Walter Donaldson) – 1:45
2. I Can't Help It (Betty Carter) – 2:44
3. By the Bend of the River (Clara Edwards) – 2:07
4. Babe's Blues (Randy Weston, Jon Hendricks) – 2:49
5. Foul Play (Norman Mapp) – 2:21
6. You're Getting to Be a Habit with Me (Al Dubin, Harry Warren) – 3:30
7. On the Isle of May (Mack David, André Kostelanetz) – 2:02
8. But Beautiful (Jimmy Van Heusen, Sonny Burke) – 3:58
9. All I've Got (David Cole) – 2:15
10. Make It Last (Dick Haymes, Bill Paxton) – 4:30
11. Blue Bird of Happiness (Edward Heyman, Sandor Harmati) – 1:30
12. Something Wonderful (Richard Rodgers, Oscar Hammerstein II) – 3:35